# لالي ساري إبراهيم أوغلو
ولدت لالي ساري إبراهيم أوغلو في جيحان بأضنة. وهي صحفية تركية وكاتبة.
أتمّت تعليمها الثانوي بمدرسة أنقرة التابعة لرابطة التعليم التركي، وتخرجت من قسم اللغة الإنجليزية بمعهد غازي التعليمي. حصلت على الماجيستير من قسم العلاقات الدولية بكلية الاقتصاد والعلوم السياسية بالمملكة المتحدة. بدأت مشوارها الصحفي بالعمل بقسم الأخبار الخارجية لوكالة الأناضول عام 1979م. وفي عام 1988م، عملت بجريدة "الحرية" الأسبوعية، ثم بمجلة "ديت لاين" التي ختمت بها مشوارها الصحفي بالخارج. كتبت مقالات في مجلة "تمبو" التي تنشر في تركيا أسبوعياً، وبعد ذلك عملت بمجلة "الأخبار التركية اليومية". وفي عام 1993م، عملت كمحررة لقسم السياسة الخارجية بجريدة "الجمهورية". وحالياً، تكتب في الزاوية المسماة بـ"وجهة نظر" بجريدة الطرف"؛ إضافةً لعملها مراسلة لمجلة "جاين ديفنس"الأسبوعية الدولية.